# Limnephilus flavicornis
Limnephilus flavicornis là một loài Trichoptera trong họ Limnephilidae. Chúng phân bố ở miền Cổ bắc.

## Hình ảnh

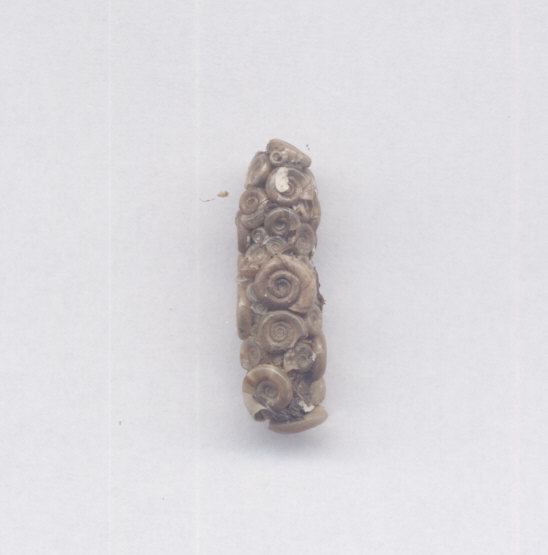
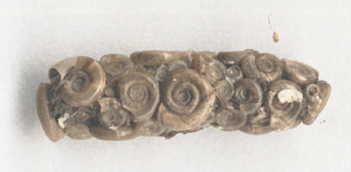
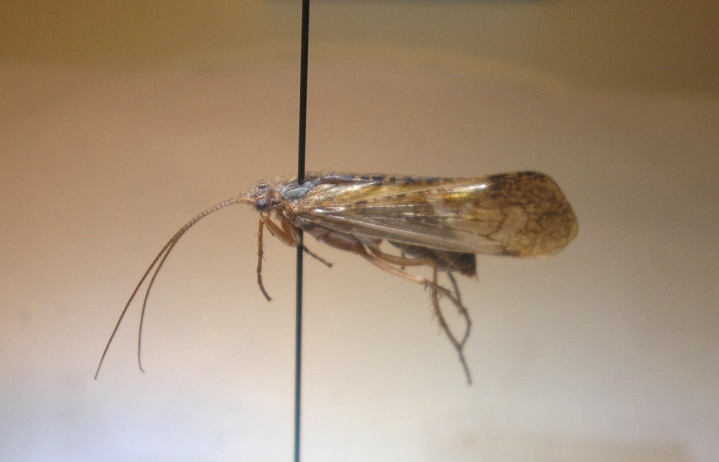
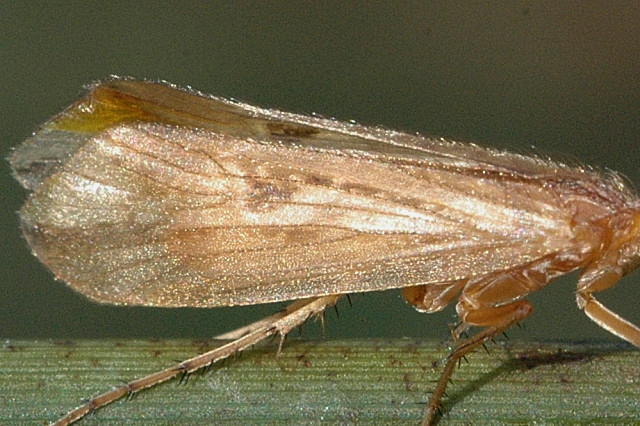